# Rivers of Babylon
Rivers of Babylon is een lied geschreven en opgenomen door Brent Dowe en Trevor McNaughton van de Jamaicaanse reggaegroep The Melodians in 1970. Het nummer werd echter populair door de coverversie van de Duitse discogroep Boney M. in 1978.

## The Melodians
In 1970 bracht de Jamaicaanse reggaegroep The Melodians de single Rivers of Babylon uit. Het nummer was geschreven en uitgevoerd door Bent Dowe en Trevor McNaughton. De versie werd echter geen hit. Nadat de Duitse discogroep Boney M. in 1978 het nummer coverde, kwam de versie van The Melodians binnen in de Nationale Hitparade voor 1 week. Versies van de originele uitvoering zijn te horen in de titelsong van de film The Harder They Come uit 1972 en de in de film Bringing Out the Dead uit 1999.

### Achtergrond
Het karakter van dit nummer vloeit vooral voort uit de letterlijk overgenomen Psalmen uit de Bijbel. Het bevat stukken uit Psalm 137:1, 3 en 4 en uit Psalm 19:14 of 19:15. Het betreft de Joden in ballingschap die aan de rivieren in Babel weemoedig terugdenken aan hun vaderland. Voor de Rastafari is dit nummer herkenbaar: De rivier is de Atlantische Oceaan, Zion is Afrika en Babylon is Amerika (het slaven-verhaal).

### Hitnotering

#### NederlandseNationale Hitparade
| Hitnotering: 19-08-1978 | Hitnotering: 19-08-1978 | Hitnotering: 19-08-1978 |
| Week:                   | 1                       |                         |
| ----------------------- | ----------------------- | ----------------------- |
| Positie:                | 45                      | uit                     |

## Boney M.
Rivers of Babylon is een van de best verkopende nummers van de discogroep Boney M., met bijna 2 miljoen verkochte platen in Groot-Brittannië, waar het 3× Platina haalde. Omdat het geheel teruggaand gebaseerd is op twee psalmen trok Frank Farian de rechten naar zichzelf en mede-bewerker George Reyam, pseudoniem voor Hans-Jörg Mayer. De Boney M. uitvoering was echter gebaseerd op het arrangement van het nummer Rivers of Babylon door The Melodians uit 1969 dat reeds als leidraad die twee psalmen had. Ze ontvingen van Farian een betaling voor dank maar gingen vanwege het enorme succes daar later niet mee akkoord. Twee extra namen moesten op komende uitgaven vermeld worden en dus streken ook de auteurs van The Melodians rechten op.
In de Nederlandse Nationale Hitparade stond het 11 weken op nummer één. Het werd in Nederland de bestverkochte single van 1978 met bijna 400.000 verkochte exemplaren. Het versloeg daarmee tevens de verkoopcijfers van 't Smurfenlied (1977) van Vader Abraham en was tot Elton Johns Candle in the Wind (1997) in Nederland de meest verkochte single aller tijden (vermeld in popblad de Hitkrant) Na de dood van Bobby Farrell in december 2010 keerde de single voor 1 week terug in de Nederlandse Single Top 100.

### Hitnoteringen

#### Nederlandse Top 40
| Hitnotering: 15-04-1978 t/m 19-08-1978 | Hitnotering: 15-04-1978 t/m 19-08-1978 | Hitnotering: 15-04-1978 t/m 19-08-1978 | Hitnotering: 15-04-1978 t/m 19-08-1978 | Hitnotering: 15-04-1978 t/m 19-08-1978 | Hitnotering: 15-04-1978 t/m 19-08-1978 | Hitnotering: 15-04-1978 t/m 19-08-1978 | Hitnotering: 15-04-1978 t/m 19-08-1978 | Hitnotering: 15-04-1978 t/m 19-08-1978 | Hitnotering: 15-04-1978 t/m 19-08-1978 | Hitnotering: 15-04-1978 t/m 19-08-1978 | Hitnotering: 15-04-1978 t/m 19-08-1978 | Hitnotering: 15-04-1978 t/m 19-08-1978 | Hitnotering: 15-04-1978 t/m 19-08-1978 | Hitnotering: 15-04-1978 t/m 19-08-1978 | Hitnotering: 15-04-1978 t/m 19-08-1978 | Hitnotering: 15-04-1978 t/m 19-08-1978 | Hitnotering: 15-04-1978 t/m 19-08-1978 | Hitnotering: 15-04-1978 t/m 19-08-1978 | Hitnotering: 15-04-1978 t/m 19-08-1978 | Hitnotering: 15-04-1978 t/m 19-08-1978 |
| Week:                                  | 1                                      | 2                                      | 3                                      | 4                                      | 5                                      | 6                                      | 7                                      | 8                                      | 9                                      | 10                                     | 11                                     | 12                                     | 13                                     | 14                                     | 15                                     | 16                                     | 17                                     | 18                                     | 19                                     |                                        |
| -------------------------------------- | -------------------------------------- | -------------------------------------- | -------------------------------------- | -------------------------------------- | -------------------------------------- | -------------------------------------- | -------------------------------------- | -------------------------------------- | -------------------------------------- | -------------------------------------- | -------------------------------------- | -------------------------------------- | -------------------------------------- | -------------------------------------- | -------------------------------------- | -------------------------------------- | -------------------------------------- | -------------------------------------- | -------------------------------------- | -------------------------------------- |
| Positie:                               | 13                                     | 4                                      | 1                                      | 1                                      | 1                                      | 1                                      | 1                                      | 1                                      | 1                                      | 1                                      | 1                                      | 2                                      | 2                                      | 4                                      | 12                                     | 20                                     | 30                                     | 37                                     | 40                                     | uit                                    |

#### NederlandseNationale Hitparade
| Hitnotering: (Week 1 t/m 22) 15-04-1978 t/m 09-09-1978 Hitnotering: (Week 23) 08-01-2011 | Hitnotering: (Week 1 t/m 22) 15-04-1978 t/m 09-09-1978 Hitnotering: (Week 23) 08-01-2011 | Hitnotering: (Week 1 t/m 22) 15-04-1978 t/m 09-09-1978 Hitnotering: (Week 23) 08-01-2011 | Hitnotering: (Week 1 t/m 22) 15-04-1978 t/m 09-09-1978 Hitnotering: (Week 23) 08-01-2011 | Hitnotering: (Week 1 t/m 22) 15-04-1978 t/m 09-09-1978 Hitnotering: (Week 23) 08-01-2011 | Hitnotering: (Week 1 t/m 22) 15-04-1978 t/m 09-09-1978 Hitnotering: (Week 23) 08-01-2011 | Hitnotering: (Week 1 t/m 22) 15-04-1978 t/m 09-09-1978 Hitnotering: (Week 23) 08-01-2011 | Hitnotering: (Week 1 t/m 22) 15-04-1978 t/m 09-09-1978 Hitnotering: (Week 23) 08-01-2011 | Hitnotering: (Week 1 t/m 22) 15-04-1978 t/m 09-09-1978 Hitnotering: (Week 23) 08-01-2011 | Hitnotering: (Week 1 t/m 22) 15-04-1978 t/m 09-09-1978 Hitnotering: (Week 23) 08-01-2011 | Hitnotering: (Week 1 t/m 22) 15-04-1978 t/m 09-09-1978 Hitnotering: (Week 23) 08-01-2011 | Hitnotering: (Week 1 t/m 22) 15-04-1978 t/m 09-09-1978 Hitnotering: (Week 23) 08-01-2011 | Hitnotering: (Week 1 t/m 22) 15-04-1978 t/m 09-09-1978 Hitnotering: (Week 23) 08-01-2011 | Hitnotering: (Week 1 t/m 22) 15-04-1978 t/m 09-09-1978 Hitnotering: (Week 23) 08-01-2011 | Hitnotering: (Week 1 t/m 22) 15-04-1978 t/m 09-09-1978 Hitnotering: (Week 23) 08-01-2011 | Hitnotering: (Week 1 t/m 22) 15-04-1978 t/m 09-09-1978 Hitnotering: (Week 23) 08-01-2011 | Hitnotering: (Week 1 t/m 22) 15-04-1978 t/m 09-09-1978 Hitnotering: (Week 23) 08-01-2011 | Hitnotering: (Week 1 t/m 22) 15-04-1978 t/m 09-09-1978 Hitnotering: (Week 23) 08-01-2011 | Hitnotering: (Week 1 t/m 22) 15-04-1978 t/m 09-09-1978 Hitnotering: (Week 23) 08-01-2011 | Hitnotering: (Week 1 t/m 22) 15-04-1978 t/m 09-09-1978 Hitnotering: (Week 23) 08-01-2011 | Hitnotering: (Week 1 t/m 22) 15-04-1978 t/m 09-09-1978 Hitnotering: (Week 23) 08-01-2011 | Hitnotering: (Week 1 t/m 22) 15-04-1978 t/m 09-09-1978 Hitnotering: (Week 23) 08-01-2011 | Hitnotering: (Week 1 t/m 22) 15-04-1978 t/m 09-09-1978 Hitnotering: (Week 23) 08-01-2011 | Hitnotering: (Week 1 t/m 22) 15-04-1978 t/m 09-09-1978 Hitnotering: (Week 23) 08-01-2011 | Hitnotering: (Week 1 t/m 22) 15-04-1978 t/m 09-09-1978 Hitnotering: (Week 23) 08-01-2011 | Hitnotering: (Week 1 t/m 22) 15-04-1978 t/m 09-09-1978 Hitnotering: (Week 23) 08-01-2011 |
| Week:                                                                                    | 1                                                                                        | 2                                                                                        | 3                                                                                        | 4                                                                                        | 5                                                                                        | 6                                                                                        | 7                                                                                        | 8                                                                                        | 9                                                                                        | 10                                                                                       | 11                                                                                       | 12                                                                                       | 13                                                                                       | 14                                                                                       | 15                                                                                       | 16                                                                                       | 17                                                                                       | 18                                                                                       | 19                                                                                       | 20                                                                                       | 21                                                                                       | 22                                                                                       |                                                                                          | 23                                                                                       |                                                                                          |
| ---------------------------------------------------------------------------------------- | ---------------------------------------------------------------------------------------- | ---------------------------------------------------------------------------------------- | ---------------------------------------------------------------------------------------- | ---------------------------------------------------------------------------------------- | ---------------------------------------------------------------------------------------- | ---------------------------------------------------------------------------------------- | ---------------------------------------------------------------------------------------- | ---------------------------------------------------------------------------------------- | ---------------------------------------------------------------------------------------- | ---------------------------------------------------------------------------------------- | ---------------------------------------------------------------------------------------- | ---------------------------------------------------------------------------------------- | ---------------------------------------------------------------------------------------- | ---------------------------------------------------------------------------------------- | ---------------------------------------------------------------------------------------- | ---------------------------------------------------------------------------------------- | ---------------------------------------------------------------------------------------- | ---------------------------------------------------------------------------------------- | ---------------------------------------------------------------------------------------- | ---------------------------------------------------------------------------------------- | ---------------------------------------------------------------------------------------- | ---------------------------------------------------------------------------------------- | ---------------------------------------------------------------------------------------- | ---------------------------------------------------------------------------------------- | ---------------------------------------------------------------------------------------- |
| Positie:                                                                                 | 17                                                                                       | 1                                                                                        | 1                                                                                        | 1                                                                                        | 1                                                                                        | 1                                                                                        | 1                                                                                        | 1                                                                                        | 1                                                                                        | 1                                                                                        | 1                                                                                        | 1                                                                                        | 2                                                                                        | 2                                                                                        | 4                                                                                        | 4                                                                                        | 9                                                                                        | 13                                                                                       | 20                                                                                       | 23                                                                                       | 27                                                                                       | 38                                                                                       | uit                                                                                      | 8                                                                                        | uit                                                                                      |

#### VlaamseRadio 2 Top 30
| Hitnotering: 22-04-1978 t/m 12-08-1978 | Hitnotering: 22-04-1978 t/m 12-08-1978 | Hitnotering: 22-04-1978 t/m 12-08-1978 | Hitnotering: 22-04-1978 t/m 12-08-1978 | Hitnotering: 22-04-1978 t/m 12-08-1978 | Hitnotering: 22-04-1978 t/m 12-08-1978 | Hitnotering: 22-04-1978 t/m 12-08-1978 | Hitnotering: 22-04-1978 t/m 12-08-1978 | Hitnotering: 22-04-1978 t/m 12-08-1978 | Hitnotering: 22-04-1978 t/m 12-08-1978 | Hitnotering: 22-04-1978 t/m 12-08-1978 | Hitnotering: 22-04-1978 t/m 12-08-1978 | Hitnotering: 22-04-1978 t/m 12-08-1978 | Hitnotering: 22-04-1978 t/m 12-08-1978 | Hitnotering: 22-04-1978 t/m 12-08-1978 | Hitnotering: 22-04-1978 t/m 12-08-1978 | Hitnotering: 22-04-1978 t/m 12-08-1978 | Hitnotering: 22-04-1978 t/m 12-08-1978 | Hitnotering: 22-04-1978 t/m 12-08-1978 |
| Week:                                  | 1                                      | 2                                      | 3                                      | 4                                      | 5                                      | 6                                      | 7                                      | 8                                      | 9                                      | 10                                     | 11                                     | 12                                     | 13                                     | 14                                     | 15                                     | 16                                     | 17                                     |                                        |
| -------------------------------------- | -------------------------------------- | -------------------------------------- | -------------------------------------- | -------------------------------------- | -------------------------------------- | -------------------------------------- | -------------------------------------- | -------------------------------------- | -------------------------------------- | -------------------------------------- | -------------------------------------- | -------------------------------------- | -------------------------------------- | -------------------------------------- | -------------------------------------- | -------------------------------------- | -------------------------------------- | -------------------------------------- |
| Positie:                               | 7                                      | 1                                      | 1                                      | 1                                      | 1                                      | 1                                      | 1                                      | 1                                      | 2                                      | 1                                      | 2                                      | 2                                      | 6                                      | 5                                      | 13                                     | 23                                     | 29                                     | uit                                    |

#### NPO Radio 2 Top 2000
| Nummer met noteringen in de NPO Radio 2 Top 2000 | '99 | '00 | '01 | '02 | '03 | '04 | '05 | '06 | '07 | '08 | '09  | '10 | '11  | '12  | '13  | '14  | '15 | '16  | '17  | '18  | '19  | '20  | '21  | '22  | '23  | '24  |
| ------------------------------------------------ | --- | --- | --- | --- | --- | --- | --- | --- | --- | --- | ---- | --- | ---- | ---- | ---- | ---- | --- | ---- | ---- | ---- | ---- | ---- | ---- | ---- | ---- | ---- |
| Rivers of Babylon                                | 381 | 207 | 445 | 564 | 732 | 440 | 533 | 615 | 502 | 529 | 1143 | 950 | 1030 | 1662 | 1483 | 1824 | -   | 1804 | 1776 | 1849 | 1619 | 1486 | 1562 | 1696 | 1726 | 1868 |

1. ↑  Een '-' betekent dat het nummer niet was genoteerd en een vetgedrukt getal geeft de hoogste notering aan.

## Phoney Jam
In 2004 maakte Phoney Jam een dance/houseversie van het nummer Rivers of Babylon. De single stond 1 week genoteerd in de Nederlandse Single Top 100.

### Hitnotering

#### NederlandseSingle Top 100
| Hitnotering: 07-02-2004 | Hitnotering: 07-02-2004 | Hitnotering: 07-02-2004 |
| Week:                   | 1                       |                         |
| ----------------------- | ----------------------- | ----------------------- |
| Positie:                | 72                      | uit                     |

## Parodie
In 1978 werd het nummer geparodieerd door The Barron Knights in hun medley A Taste of Aggro. ‘By the rivers of Babylon’ werd ‘There’s a dentist in Birmingham’. In België werd in dat jaar door "De Strangers" het nummer geparodieerd met "Den Dopper".